# Brasil en los Juegos Olímpicos de Salt Lake City 2002
Brasil estuvo representado en los Juegos Olímpicos de Salt Lake City 2002 por un total de diez deportistas, ocho hombres y dos mujeres, que compitieron en cuatro deportes.
La portadora de la bandera en la ceremonia de apertura fue la esquiadora alpina Mirella Arnhold. El equipo olímpico brasileño no obtuvo ninguna medalla en estos Juegos.